# Oldenzaalse Zwem en Polo Club
De Oldenzaalse Zwem en Polo Club is een zwemvereniging uit Oldenzaal, opgericht op 6 oktober 1925. Er is de mogelijkheid tot het beoefenen van wedstrijdzwemmen, waterpolo en masterzwemmen. Het thuisbad van de vereniging is Sportcentrum Vondersweijde te Oldenzaal. OZ&PC heeft voor de afdeling wedstrijdzwemmen het E.ON-MOZ keurmerk ten aanzien van talentontwikkeling. De vereniging is aangesloten bij de KNZB.

## Zwemmen

### Competitie
OZ&PC heeft twee teams in de KNZB Zwemcompetitie. Het hoogste team promoveerde seizoen 2009-2010 naar de landelijke hoofdklasse en het tweede team komt uit in de tweede districtsklasse.

#### Landelijk
| Jaar      | Competitie   | Positie |
| --------- | ------------ | ------- |
| 2001-2002 | B-Competitie | Brons   |
| 2002-2003 | A-Competitie | 5e      |
| 2003-2004 | A-Competitie | 5e      |
| 2004-2005 | A-Competitie | 8e      |
| 2005-2006 | A-Competitie | 11e     |
| 2006-2007 | A-Competitie | 12e     |
| 2007-2008 | A-Competitie | 12e     |
| 2008-2009 | A-Klasse     | 8e      |
| 2009-2010 | A-Klasse     | Brons   |
| 2010-2011 | Hoofdklasse  | 11e     |

#### District
| Jaar      | Competitie    | Positie |
| --------- | ------------- | ------- |
| 2007-2008 | D3-Competitie | Zilver  |
| 2008-2009 | D2-Competitie | 5e      |
| 2009-2010 | D2-Competitie | 6e      |
| 2010-2011 | D2-Competitie | Brons   |

## Waterpolo

### Competitie
OZ&PC heeft negen teams in de competitie. Vier herenteams, twee damesteams en drie jeugdteams.
Indeling hoofdteams competitie 2014-2015
- OZ&PC 1 (Dames)	 Bond 2e klasse C             Coach/trainer: Walter v/d Koot
- OZ&PC 1 (Heren)	 Bond 2e klasse B             Coach/trainer: Sander Nieland

## Bekende (oud-)leden
- Moniek Nijhuis
- Marieke Nijhuis
- Magda Toeters